# Siratus guionneti
Siratus guionneti là một loài ốc biển, là động vật thân mềm chân bụng sống ở biển trong họ Muricidae, họ ốc gai.

## Miêu tả
Loài này có kích thước giữa 35 mm và 60 mm.

## Phân bố
Chúng phân bố ở Biển Caribe và Tiểu Antilles.